# Paul Lindau
Paul Lindau (født 3. juni 1839 i Magdeburg, død 31. januar 1919 i Berlin) var en tysk dramatiker og forfatter, bror til Rudolf Lindau.
Straks efter at være bleven student bestemte han sig for litterær virksomhed og havde i flere år ophold i Paris, hvorfra han korresponderede til tyske blade. 1863 overtog han redaktionen af "Düsseldorfer Zeitung" og 1866 af "Elberfelder Zeitung". 1870 udgav han Harmlose Briefe eines deutschen Kleinstädters, der efterfulgtes af Moderne Märchen für grosse Kinder og Litterarische Rücksichtslosigkeiten (1871), bøger, i hvilke han hudfletter dels tyske litterære synder og de politiske lederes overfladiskhed, dels fransk chauvinisme. Derpå fulgte de litteraturhistoriske studier Molière (1871) og Alfred de Musset (1877), og han grundlagde ugeskriftet Die Gegenwart, som han redigerede i Berlin til 1881.
Han udgav også månedsskriftet Nord und Süd og skrev dramatiske arbejder, som lystspillene In diplomatischer Sendung (1872), Ein Erfolg (1874), skuespillene Maria und Magdalena (1872), Gräfin Lea (1879), Verschämte Arbeit (1881), Mariannens Mutter (1883), Jungbrunnen (1882), Der Andere (1893) og mange flere, som til dels optogs i samlingen Theater (5 bind, 1873—88). Disse arbejder har ved den behændig formede handling og livfulde dialog vundet et stort publikum, flere af dem er opførte i København.
Af Lindaus prosaskrifter kan fremhæves: Gesammelte Aufsätze, Beiträge zur Litteraturgeschichte der Gegenwart (1875), Überflüssige Briefe an eine Freundin (1877). Om Wagnerspørgsmålet har han skrevet: Nüchterne Briefe aus Bayreuth (1876) og Bayreuther Briefe vom reinen Thoren (5. oplag 1882). Også noveller og romaner findes fra Lindaus hånd, som Arme Mädchen og Spitzen. 1895 blev Lindau intendant ved hofteatret i Meiningen, senere ved Statsteatret i Berlin, hvor han også har ledet Berliner-Theater. Hans sidste bog var de fængslende erindringer fra hans bevægede litterære liv.